# Subsección alpina
Por Subsección alpina (abreviado en italiano, STS) se entiende una subdivisión de la cordillera de los Alpes. El concepto de subsección alpina se ha introducido en particular por la SOIUSA del año 2005, Subdivisión Orográfica Internacional Unificada del Sistema Alpino.

## Situación precedente
La Partición de los Alpes del año 1926 había clasificado la cordillera de los Alpes en 26 secciones y en 112 grupos. Esta clasificación reveló pronto varios límites: tenía una visión demasiado italo-céntrica, no respetaba la naturaleza diversa de los diferentes macizos alpinos. Además la literatura austriaca y francesa dividía respectivamente los Alpes franceses y los Alpes austriacos en macizos de dimensiones mucho más pequeñas que las secciones alpinas.

## La SOIUSA

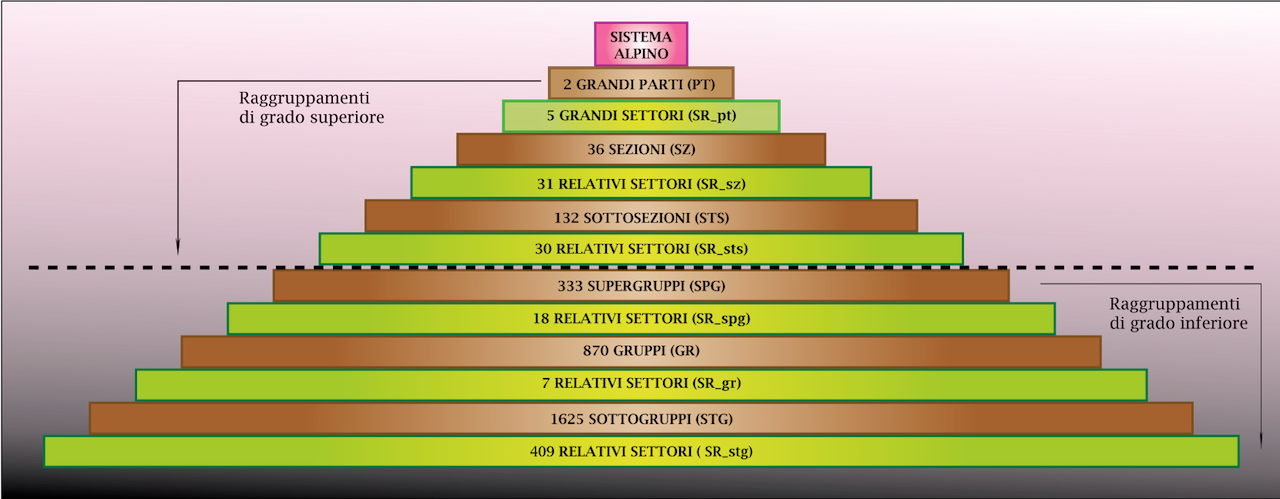
La Piramide SOIUSA, ovvero le varie suddivisioni delle Alpi secondo la SOIUSA.

Para superar esta dificultad, la SOIUSA por un lado mantiene el concepto de sección alpina y, en cuanto fuera posible, no se apartó de las secciones individualizadas por la Partición de los Alpes; por otro lado introduce el concepto de subsección alpina aproximándose así a los macizos individualizados en los Alpes franceses y austriacos. La SOIUSA de tal manera individualizó 36 secciones alpinas y 132 subsecciones.
A veces para una mayor aproximación con otras clasificaciones la SOIUSA subdivide algunas subsecciones en sectores de subsecciones.

## Lista de las subsecciones
Poniendo de manifiesto la sección de pertenencia a continuación viene incluido el elenco de las 132 subsecciones (a la izquierda un número progresivo de las 132 subsecciones; a la derecha la clasificación SOIUSA de las subsecciones):
Alpes Ligures (1)
- (1) Prealpes Ligures (1.I)
- (2) Alpes del Marguareis (1.II)

Alpes Marítimos y Prealpes de Niza (2)
- (3) Alpes Marítimos (2.I)
- (4) Prealpes de Niza (2.II)

Alpes y Prealpes de Provenza (3)
- (5) Alpes deProvenza (3.I)
- (6) Prealpes de Digne (3.II)
- (7) Prealpes de Grasse (3.III)
- (8) Prealpes de Vaucluse (3.IV)

Alpes Cocios (4)
- (9) Alpes del Monviso (4.I)
- (10) Alpes del Monginevro (4.II)
- (11) Alpes del Moncenisio (4.III)

Alpes del Delfinado (5)
- (12) Alpes de las Grandes Rousses y de las Aiguilles d'Arves (5.I)
- (13) Cadena de Belledonne (5.II)
- (14) Macizo des Écrins (5.III)
- (15) Macizo del Taillefer (5.IV)
- (16) Macizo del Champsaur (5.V)
- (17) Macizo del Embrunais (5.VI)
- (18) Montes orientales de Gap (5.VII)

Prealpes del Delfinado (6)
- (19) Prealpes del Devoluy (6.I)
- (20) Prealpes occidentales de Gap (6.II)
- (21) Prealpes del Vercors (6.III)
- (22) Prealpes del Diois (6.IV)
- (23) Prealpes de las Baronnies (6.V)

Alpes Grayos (7)
- (24) Alpes de Lanzo y de Alta Moriana (7.I)
- (25) Alpes de la Vanoise y del Grand Arc (7.II)
- (26) Alpes de la Grande Sassière y del Rutor (7.III)
- (27) Alpes del Gran Paradiso (7.IV)
- (28) Alpes del Mont Blanc (7.V)
- (29) Alpes del Beaufortain (7.VI)

Prealpes de Saboya (8)
- (30) Cadena de las Aiguilles Rouges (8.I)
- (31) Prealpes del Giffre (8.II)
- (32) Prealpes del Sciablese (8.III)
- (33) Prealpes de Bornes (8.IV)
- (34) Prealpes de Bauges (8.V)
- (35) Prealpes de la Chartreuse (8.VI)

Alpes Peninos (9)
- (36) Alpes del Grand Combin (9.I)
- (37) Alpes del Weisshorn y del Cervino (9.II)
- (38) Alpes del Monte Rosa (9.III)
- (39) Alpes Bielleses y Cusianos (9.IV)
- (40) Alpes del Mischabel y del Weissmies (9.V)

Alpes Lepontinos (10)
- (41) Alpes del Monte Leone y del San Gotardo (10.I)
- (42) Alpes del Tesino y del Verbano (10.II)
- (43) Alpes del Adula  (10.III)

Prealpes de Lugano (11)
- (44) Prealpes Comascos (11.I)
- (45) Prealpes Varesinos (11.II)

Alpes Berneses (12)
- (46) Alpes de Uri (12.I)
- (47) Alpes Bernese iss (12.II)
- (48) Alpes de Vaud (12.III)

Alpes de Glaris (13)
- (49) Alpes de Uri-Glaris (13.I)
- (50) Alpes de Glaris iss (13.II)

Prealpes Suizos (14)
- (51) Prealpes de Vaud y Friburgo (14.I)
- (52) Prealpes Berneses (14.II)
- (53) Prealpes de Lucerna y de Unterwald (14.III)
- (54) Prealpes de Schwyz y de Uri (14.IV)
- (55) Prealpes de Appenzell y de San Galo (14.V)

Alpes Réticos occidentales (15)
- (56) Alpes del Platta (15.I)
- (57) Alpes del Albula (15.II)
- (58) Alpes del Bernina (15.III)
- (59) Alpes de Livigno (15.IV)
- (60) Alpes de la Val Müstair (15.V)
- (61) Alpes del Silvretta, del Samnaun y del Verwall (15.VI)
- (62) Alpes del Plessur (15.VII)
- (63) Cadena del Rätikon (15.VIII)

Alpes Réticos orientales (16)
- (64) Alpes Venoste (16.I)
- (65) Alpes del Stubai (16.II)
- (66) Alpes Sarentinos (16.III)

Alpes del Tauern occidentales (17)
- (67) Alpes de la Zillertal (17.I)
- (68) Altos Tauern (17.II)
- (69) Alpes Pustereses (17.III)
- (70) Grupo del Kreuzeck (17.IV)

Alpes de Tauern orientales (18)
- (71) Tauern de Radstadt (18.I)
- (72) Tauern de Schladming y de Murau (18.II)
- (73) Tauern de Wölz y de Rottenmann (18.III)
- (74) Tauern de Seckau (18.IV)

Alpes de Estiria y Carintia (19)
- (75) Alpes de la Gurktal (19.I)
- (76) Alpes de la Lavanttal  (19.II)

Prealpes de Estiria (20)
- (77) Prealpes nord-occidentales de Estiria (20.I)
- (78) Prealpes sud-occidentales de Estiria (20.II)
- (79) Prealpes centrales de Estiria (20.III)
- (80) Prealpes orientales de Estiria (20.IV)

Alpes calizos del Tirol septentrional (21)
- (81) Alpes de la Lechtal (21.I)
- (82) Montes de las Lechquellen (21.II)
- (83) Montes de Mieming y del Wetterstein (21.III)
- (84) Montes del Karwendel (21.IV)
- (85) Alpes de Brandenberg (21.V)
- (86) Montes del Kaiser  (21.VI)

Alpes Bávaros (22)
- (87) Prealpes de Bregenz (22.I)
- (88) Alpes del Algovia (22.II)
- (89) Alpes del Ammergau (22.III)
- (90) Alpes del Wallgau (22.IV)
- (91) Alpes del Mangfall (22.V)
- (92) Alpes del Chiemgau  (22.VI)

Alpes esquistosos tiroleses (23)
- (93) Prealpes del Tux (23.I)
- (94) Alpes de Kitzbühel (23.II)

Alpes Septentrionales Salzburgueses (24)
- (95) Montes del Stein (24.I)
- (96) Alpes esquistosos salzburgueses (24.II)
- (97) Alpes de Berchtesgaden (24.III)
- (98) Montes de Tennen (24.IV)

Alpes del Salzkammergut y de Alta Austria (25)
- (99) Montes del Dachstein (25.I)
- (100) Montes del Salzkammergut (25.II)
- (101) Montes Totes (25.III)
- (102) Prealpes de Alta Austria  (25.IV)

Alpes septentrionales de Estiria (26)
- (103) Alpes del Ennstal (26.I)
- (104) Alpes Nord-orientales de Estiria  (26.II)

Alpes de la Baja Austria (27)
- (105) Alpes de Türnitz (27.I)
- (106) Alpes del Ybbstal (27.II)
- (107) Prealpes Orientales de la Baja Austria (27.III)

Alpes Réticos meridionales (28)
- (108) Alpes del Ortles (28.I)
- (109) Alpes de la Val de Non (28.II)
- (110) Alpes del Adamello y de la Presanella (28.III)
- (111) Dolomitas de Brenta (28.IV)

Alpes y Prealpes Bergamascos (29)
- (112) Alpes bergamascos (Alpi Orobie) (29.I)
- (113) Prealpes Bergamascos (29.II)

Prealpes de Brescia y Garda (30)
- (114) Prealpes de Brescia (30.I)
- (115) Prealpes de Garda (30.II)

Dolomitas (31)
- (116) Dolomitas de Sesto, de Braies y de Ampezzo (31.I)
- (117) Dolomitas de Zoldo (31.II)
- (118) Dolomitas de Gardena y de Fassa (31.III)
- (119) Dolomitas de Feltre y de las Pale de San Martino (31.IV)
- (120) Dolomitas de Fiemme (31.V)

Prealpes Vénetos (32)
- (121) Prealpes Vicentinos (32.I)
- (122) Prealpes Belluneses (32.II)

Alpes Cárnicos y del Gail (33)
- (123) Alpes Cárnicos (33.I)
- (124) Alpes de la Gail (33.II)
- (125) Prealpes Cárnicos (33.III)

Alpes y Prealpes Julianos (34)
- (126) Alpes Julianos (34.I)
- (127) Prealpes Julianos (34.II)

Alpes de Carintia y de Eslovenia (35)
- (128) Karavanke (35.I)
- (129) Alpes de Kamnik y de la Savinja (35.II)

Prealpes Eslovenos (36)
- (130) Prealpes Eslovenos occidentales (36.I)
- (131) Prealpes Eslovenos orientales (36.II)
- (132) Prealpes Eslovenos nord-orientales (36.III)